# لیند-بوهانن (مینیاپولیس)
لیند-بوهانن (به انگلیسی: Lind-Bohanon) یک منطقهٔ مسکونی در ایالات متحده آمریکا است که در مینیاپولیس واقع شده‌است. لیند-بوهانن ۴٬۵۶۹ نفر جمعیت دارد.